# Nicole Boegman
Nicole Boegman, född 5 mars 1967, är en australisk friidrottare. Hon deltog vid olympiska sommarspelen 1988, olympiska sommarspelen 1992 och olympiska sommarspelen 1996.